# Elmer Symons
Elmer Symons (Ladysmith, 14 februari 1977 - woestijn van Marokko, 9 januari 2007) was een Zuid-Afrikaanse motorrijder. Hij overleed op 29-jarige leeftijd toen hij ten val kwam in de 4 etappe van El Rachidia naar Ouazarate in de Dakar-rally.
Symons begon met motorcrossen in 1996 en verhuisde in 2003 naar de Verenigde Staten. Hij had succes tijdens regionale wedstrijden en deed in 2005 en 2006 al aan de Dakar-rally mee als mecanicien.